# 양지선
양지선(1978년 ~ )은 대한민국의 배우이다. 
- 1989년 어린이 연극 배우 데뷔하였다.
- 1999년 MBC 28기 공채 탤런트로 데뷔하였다.
- 2012년 난타 연출가 김병호와 결혼하여 슬하에 1녀를 두고 있다.

## 학력
- 서울예술대학교 연극영화학과 졸업

## 출연작

### TV 드라마
- 1992년 KBS 성탄특집드라마《겨울 무지개》
- 1996년 MBC 일일시트콤 《남자 셋 여자 셋》
- 1999년 MBC 일요아침드라마 《사랑밖엔 난 몰라》
- 2000년 MBC 일일연속극 《날마다 행복해》
- 2000년 MBC 주간시트콤 《세 친구》
- 2000년 MBC 일요아침드라마 《눈으로 말해요》
- 2000년 MBC 수목 미니시리즈 《이브의 모든 것》
- 2000년 MBC 주말드라마 《사랑은 아무나 하나》
- 2000년 MBC 월화 미니시리즈 《뜨거운 것이 좋아》
- 2000년 MBC 청춘시트콤 《뉴 논스톱》
- 2000년 MBC 아침드라마 《사랑할수록》
- 2000년 MBC 수목 미니시리즈 《비밀》
- 2000년 MBC 창사 39주년 특별기획드라마 《황금시대》
- 2001년 MBC 수목 미니시리즈 《맛있는 청혼》
- 2001년 MBC 아침드라마 《내 마음의 보석상자》
- 2001년 MBC 주말연속극 《그 여자네 집》
- 2001년 MBC 일일연속극 《결혼의 법칙》
- 2001년 MBC 단막극 《베스트극장 - 내 약혼녀 이야기》
- 2001년 MBC 수목 미니시리즈 《가을에 만난 남자》
- 2001년 MBC 금요드라마 《우리집》
- 2002년 MBC 수목 미니시리즈 《그 햇살이 나에게》
- 2002년 MBC 아침드라마 《내 이름은 공주》
- 2004년 MBC 일요아침드라마 《물꽃마을 사람들》
- 2004년 SBS 주말특별기획드라마 《파리의 연인》
- 2004년 SBS 수목드라마 《형수님은 열아홉》
- 2005년 KBS2 수목드라마 《부활》
- 2005년 MBC 수목드라마 《가을 소나기》
- 2006년 KBS2 수목드라마 《굿바이 솔로》
- 2007년 MBC 주말특별기획드라마 《겨울새》
- 2011년 MBC 《최고의 사랑》 - 기자 역
- 2011년 MBC 주말특별기획드라마 《애정만만세》
- 2012년 OCN 메디컬범죄수사극 《신의 퀴즈 3》
- 2012년 MBC 수목드라마 《아이두 아이두》 - 산부인과 간호사 역
- 2013년 MBC 주말특별기획 《백년의 유산》 - 식당 직원 역

### 영화
- 2004년 《얼굴 없는 미녀》 ... 클리닉 간호사 역

## 광고
- 기업은행
- 옥시 에어윅
- 농협
- 삼성화재
- 롯데제과 카스타드
- 대한주택공사
- 옥시